# Funkerberg

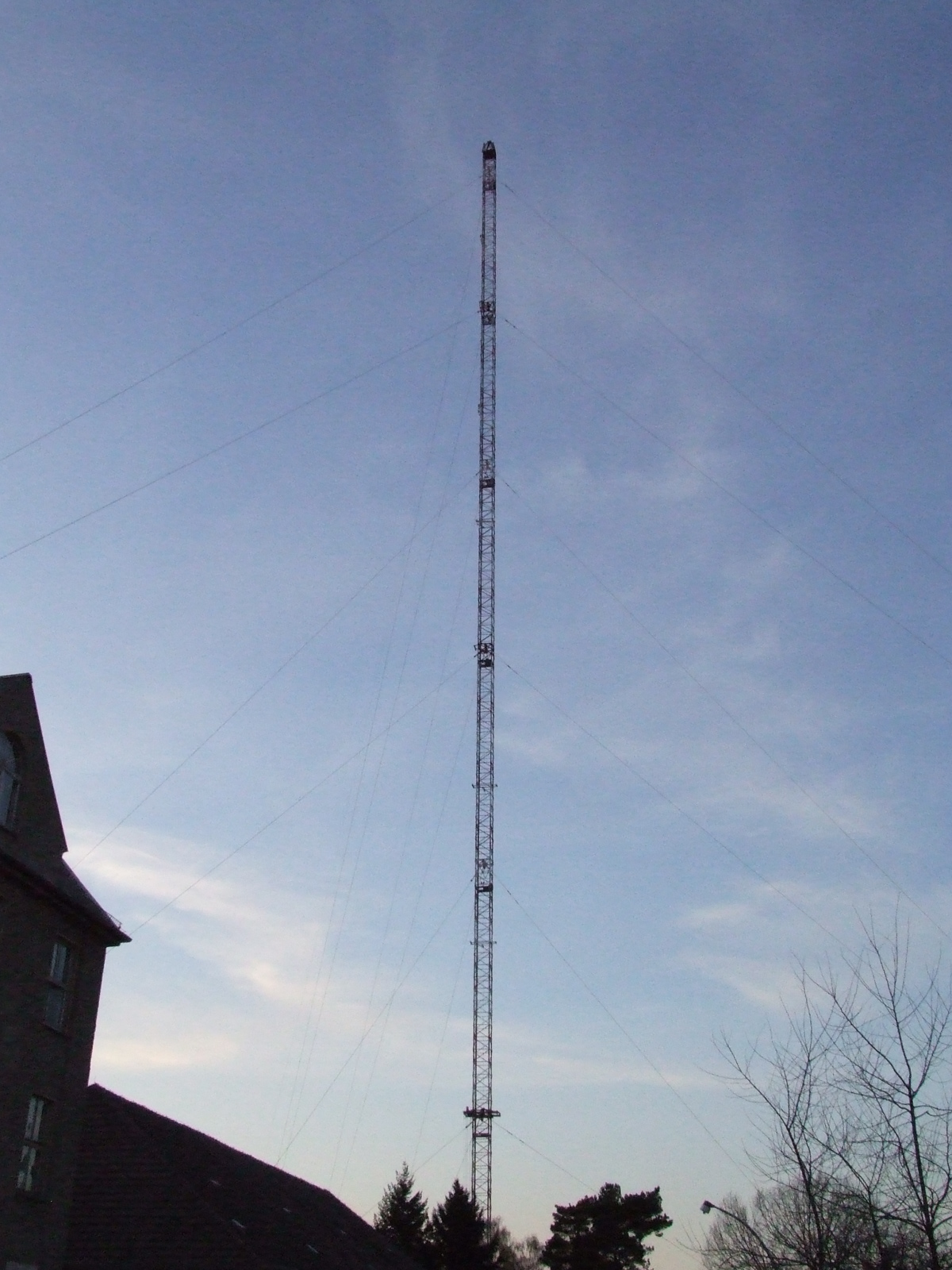
Der letzte noch erhaltene Sendemast auf dem Funkerberg

Der Funkerberg (früher Windmühlenberg) ist eine bis zu 67,5 Meter hohe, teils bewaldete Erhebung im Nordwesten von Königs Wusterhausen in Brandenburg. Ab 1911 errichtete die Telegrafentruppe des Deutschen Heeres auf dem etwa 130 Hektar großen Areal umfangreiche Sendeanlagen und eine Funkerkaserne.
Am 22. Dezember 1920 wurde hier mit einem Weihnachtskonzert die erste Rundfunksendung Deutschlands ausgestrahlt, die dem Funkerberg den Titel „Wiege des Rundfunks“ einbrachte. Zur Erinnerung an dieses Ereignis wurde von 1993 bis 1996 im stillgelegten Senderhaus 1 das Sender- und Funktechnikmuseum Königs Wusterhausen eingerichtet. Der Funkerberg wird als Technisches Denkmal bezeichnet. Die Gebäude und erhaltenen technischen Anlagen auf dem Funkerberg stehen unter Denkmalschutz. Mannschaftsgebäude und Reithalle werden seit 2014 zur Wohnanlage „Am Funkerberg“ umgebaut.

## Geschichte

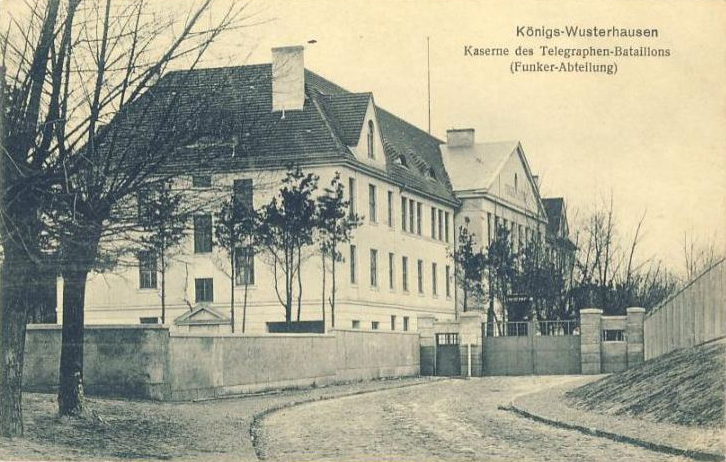
Mannschaftsgebäude der Funkerkaserne, von Süden gesehen, auf einer Ansichtskarte um 1915

### Anfänge als Funkstelle
1911 begann auf dem damaligen Windmühlenberg ein Luftschiffer- und Telegrafenbataillon mit funktechnischen Versuchen. Auf Pferdewagen waren die ersten mobilen Sender aufgebaut – und die nötigen Antennen wurden durch Ballone in der Luft gehalten. Im Verlauf des Jahres 1911 wurde der Aufbau einer ersten Funkstelle beschlossen. Zwischen 1913 und 1916 wurden hier gewaltige Antennenanlagen und eine Funkerkaserne errichtet. Neben einem großen Mannschaftsgebäude umfasste Letztere verschiedene Funktionsgebäude für die stationierten Funker und den Unterhalt der Sendeanlagen, darunter Reithalle, Pferdeställe, Schmiede, Fahrzeughalle und Werkstatt. Der Architekt der Gebäude ist bisher nicht namentlich bekannt.
Das Senderhaus 1 auf dem Funkerberg in Königs Wusterhausen ist das älteste Senderhaus Deutschlands. Im Jahr 1916 wurde es als „Zentralfunkstelle des Heeres“ in Betrieb genommen. Nach dem Ende des Ersten Weltkriegs übernahm im September 1919 die Deutsche Reichspost das erste Senderhaus Deutschlands und richtete hier die Hauptfunkstelle der Deutschen Reichspost ein. Sehr schnell kam es zum Aufbau eines „Wirtschaftsfunks“, bei dem mit zahlreichen Sendern Wetter- und Börsennachrichten, aber auch Telegramme in ganz Deutschland verbreitet wurden. In das ehemalige Mannschaftsgebäude der Funkerkaserne zogen Beamte und Angestellte der Post mit ihren Familien ein.

### Funkerberg als „Wiege des Rundfunks“
Neben dieser kommerziellen Nutzung beschäftigten sich die Reichspostbeamten auf Anregung von Dr. Hans Bredow im Sommer 1920 mit ersten Versuchen zur Rundfunkübertragung. Diese erreichten mit der Ausstrahlung des historischen Weihnachtskonzertes am 22. Dezember 1920 ihren vorläufigen Höhepunkt. Erstmals wurde Sprache und Musik in einem Weihnachtskonzert übertragen – der Rundfunk war geboren. Seit diesem Tag gilt der Funkerberg in Königs Wusterhausen als „Wiege des Rundfunks“ in Deutschland.

#### Senderhaus 2
Durch die rasante Entwicklung des Rundfunks zu Beginn der 1920er Jahre benötigte man auf dem Funkerberg schnell neue Räumlichkeiten. Aus diesem Anlass wurde im Jahr 1923 das Senderhaus 2 in Betrieb genommen. In den ersten Jahren wurden hier insbesondere Telegrafiesender mit Leistungen bis zu 50 Kilowatt betrieben.
Bekannt geworden ist das Senderhaus 2 jedoch durch den Sender 21. Bei diesem Sender handelt es sich um einen 100-Kilowatt-Mittelwellensender der Firma Telefunken aus dem Jahr 1932/1933, der ursprünglich in Berlin-Tegel in Betrieb genommen worden war und dort das Programm der „Berliner Welle“ abstrahlte.
Nach dem Ende des Zweiten Weltkrieges gelangte der Sender in sowjetischen Besitz, befand sich jedoch auf französischem Gebiet. Als erster Rundfunksender strahlte er das Programm des „Berliner Rundfunk“ ab. Dieses war den westlichen Mächten zunehmend ein Dorn im Auge, und so wurde unter dem Vorwand des Flughafenbaus in Tegel im Dezember 1948 die Antenne des Senders gesprengt. Zuvor genehmigte die französische Militäradministration drei Tage Zeit für den Abbau des Senders – so konnte der Sender unter hohem Zeitdruck komplett demontiert und nach Königs Wusterhausen gebracht werden.
Nur dreieinhalb Monate später nahm die Anlage – jetzt als Sender 21 – den Sendebetrieb wieder auf, was als große Leistung galt. Die Leistung war von hoher Qualität, denn der Sender war bis 1992 an dieser Stelle in Betrieb und konnte so – unter Denkmalschutz gestellt – vollständig erhalten in den Museumsbestand übernommen werden.

#### Senderhaus 3

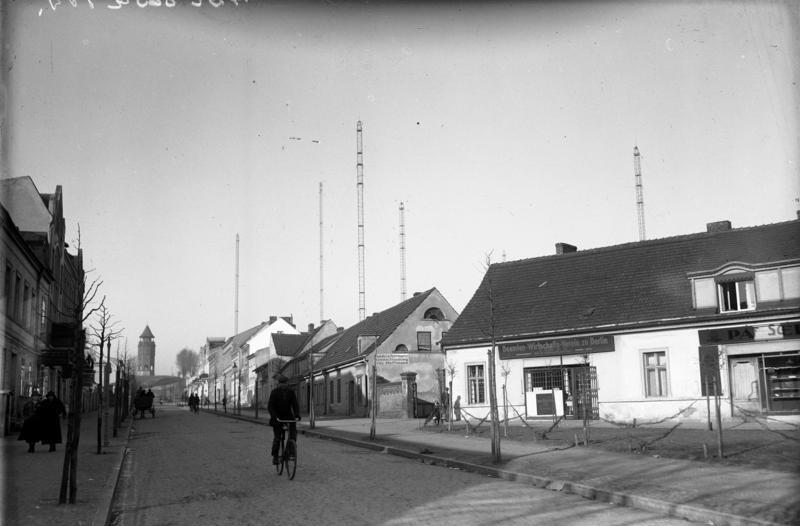
Berliner Straße mit Funktürmen (1926)

Kurz nach der Fertigstellung des Senderhauses 2 begann die Reichspost 1924 mit der Errichtung des Senderhauses 3 auf dem Geländeteil B des Funkerberges in Königs Wusterhausen. Nach der Fertigstellung erhielt das Senderhaus 3 leistungsstarke Telegrafiesender zur Sicherstellung des Wirtschaftsrundspruchs und Presserundfunks. Zeitzeugen dafür sind insbesondere die heute noch erhaltenen Stromversorgungsanlagen mit ihren Marmortafeln. Mit dem Aufbau des Senderhauses 3 und den zahlreichen neuen Antennenanlagen rund um den 243-Meter-Mittelturm war die räumliche Kapazität des Funkerberges erreicht, so dass die weitere Entwicklung in der wenige Kilometer entfernten Sendestelle Zeesen erfolgte.
Das Senderhaus 3 erlebte nach dem Zweiten Weltkrieg starke Veränderungen. Bereits Ende 1945 wurde ein erster 10-Kilowatt-Langwellensender in Betrieb genommen, der das Programm des Berliner Rundfunks abstrahlte. Im August 1946 nahm ein von der Firma Telefunken aufgebauter 100-Kilowatt-Langwellensender den Betrieb auf und strahlte das Programm des „Deutschlandsenders“ ab. Dieser Sender war bis 1997 betriebsfähig und steht heute – vollständig erhalten – unter Denkmalschutz.
Im Senderhaus 3 befindet sich der Sender 36. Dieser 70-Kilowatt-Langwellensender für Frequenzen um 100 kHz ist praktisch ein Eigenbau. Die Techniker des Funkamtes Königs Wusterhausen errichteten diesen Sender mit der Unterstützung des Rundfunk- und Fernsehtechnischen Zentralamtes Berlin (RFZ) in Eigenleistung. Im Jahr 1964 wurde er zur Nutzung übergeben und sendete bis 1992. Dieser auf der Welt einmalige Sender ist heute original erhaltener Zeitzeuge.

### Von 1945 bis zur Wende
Nachdem zunächst die Rote Armee die Gebäude und Sendeanlagen 1945 besetzt hatte, gingen die Bauten 1949 an die Deutsche Post über. 1990 übernahm die Deutsche Telekom den Funkerberg; bis 1997 wurde der Sendebetrieb aus Gründen der Wirtschaftlichkeit und des Umweltschutzes (Elektrosmog) eingestellt, die Gebäude standen danach teilweise leer.

### Königs Wusterhausen wird „Rundfunkstadt“

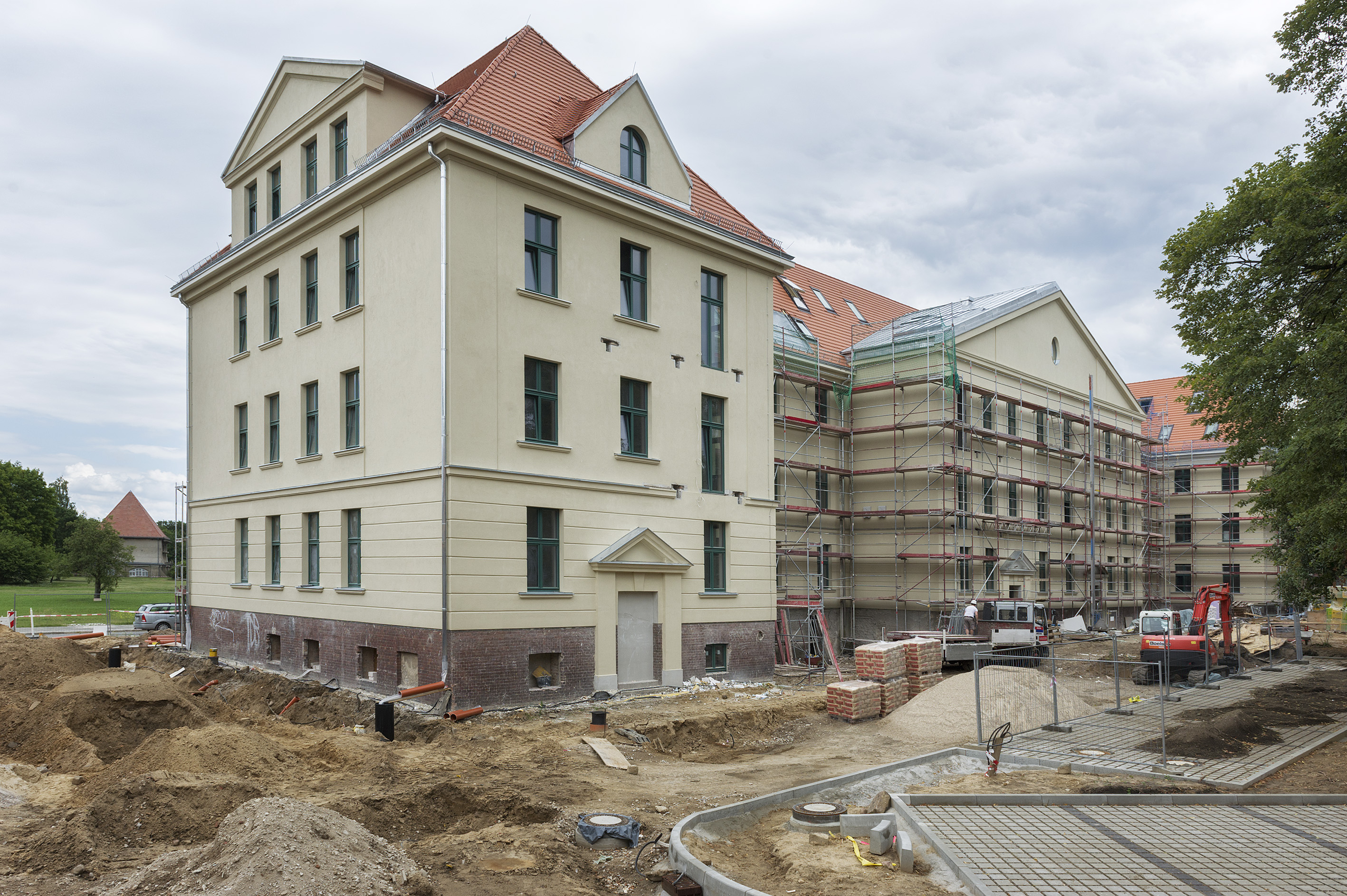
Mannschaftsgebäude während der Sanierung (2015)

Ein Ziel der Freunde und Förderer der Königs Wusterhausener Rundfunkgeschichte war es auch, die Rundfunkgeschichte untrennbar mit dem Namen der Stadt zu verbinden. Insbesondere dem beharrlichen Wirken des Fördervereins „Sender Königs Wusterhausen“ e. V. ist es zu verdanken, dass die Stadtverordnetenversammlung der Stadt Königs Wusterhausen den Gedanken des Gründungsmitgliedes Peter Manteuffel aufnahm und am 25. August 2008 mit Beschluss 10-08-093 umsetzte.
Um der Verbindung Königs Wusterhausens mit der Entwicklung des Rundfunks in Deutschland Ausdruck zu verleihen, beschloss die Stadtverordnetenversammlung am 25. August 2008, Königs Wusterhausen den Beinamen „Rundfunkstadt“ zu geben. Am 6. September 2009 kürten Ministerpräsident Matthias Platzeck und Bürgermeister Stefan Ludwig im Rahmen des Brandenburgtages Königs Wusterhausen zur Rundfunkstadt.

### Sanierung und Umnutzung der Kasernengebäude
Das Mannschaftsgebäude und die ehemalige Reithalle standen etwa seit dem Jahr 2000 leer und waren dem Verfall preisgegeben. 2011 erwarb das auf die Sanierung von Baudenkmalen spezialisierte und durch Dipl.-Kaufmann Erik Roßnagel vertretene Unternehmen Terraplan aus Nürnberg die Gebäude, um sie unter dem Markennamen „Am Funkerberg“ zu 71 Eigentumswohnungen umzubauen. Die Reithalle erhielt den neuen Hausnamen „Quadrillenhalle“, um an die Bedeutung des Formationsritts an den Armee-Reitschulen der Zeit um 1900 zu erinnern. Die Arbeiten wurden 2016 abgeschlossen.
Mit den Planungen sind das Berliner Architekturbüro raumwandler.de, das Büro für Grünplanung Oehm & Herlan aus Nürnberg und der Berliner Innenarchitekt Eugen Gehring betraut. Die Bauarbeiten begannen im Mai 2014 und sollen im September 2015 abgeschlossen sein. Für die Zukunft ist auch die Sanierung des ehemaligen Kammergebäudes, des Waschhauses und der Werkstätten geplant.

## Architektur und technische Anlagen

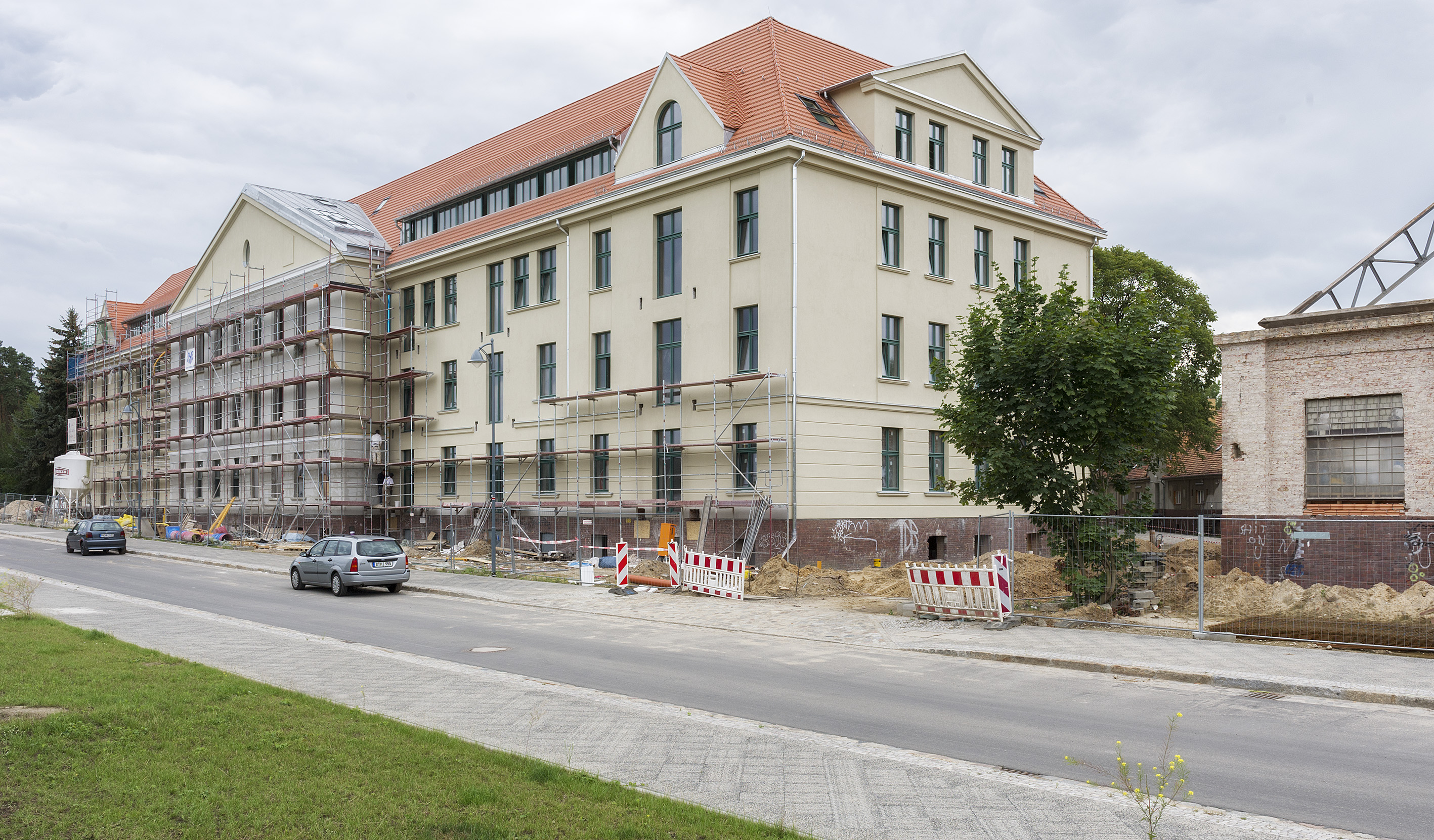
Zustand 2015 mit restaurierten Fassaden und Biberschwanz-Kronendeckung

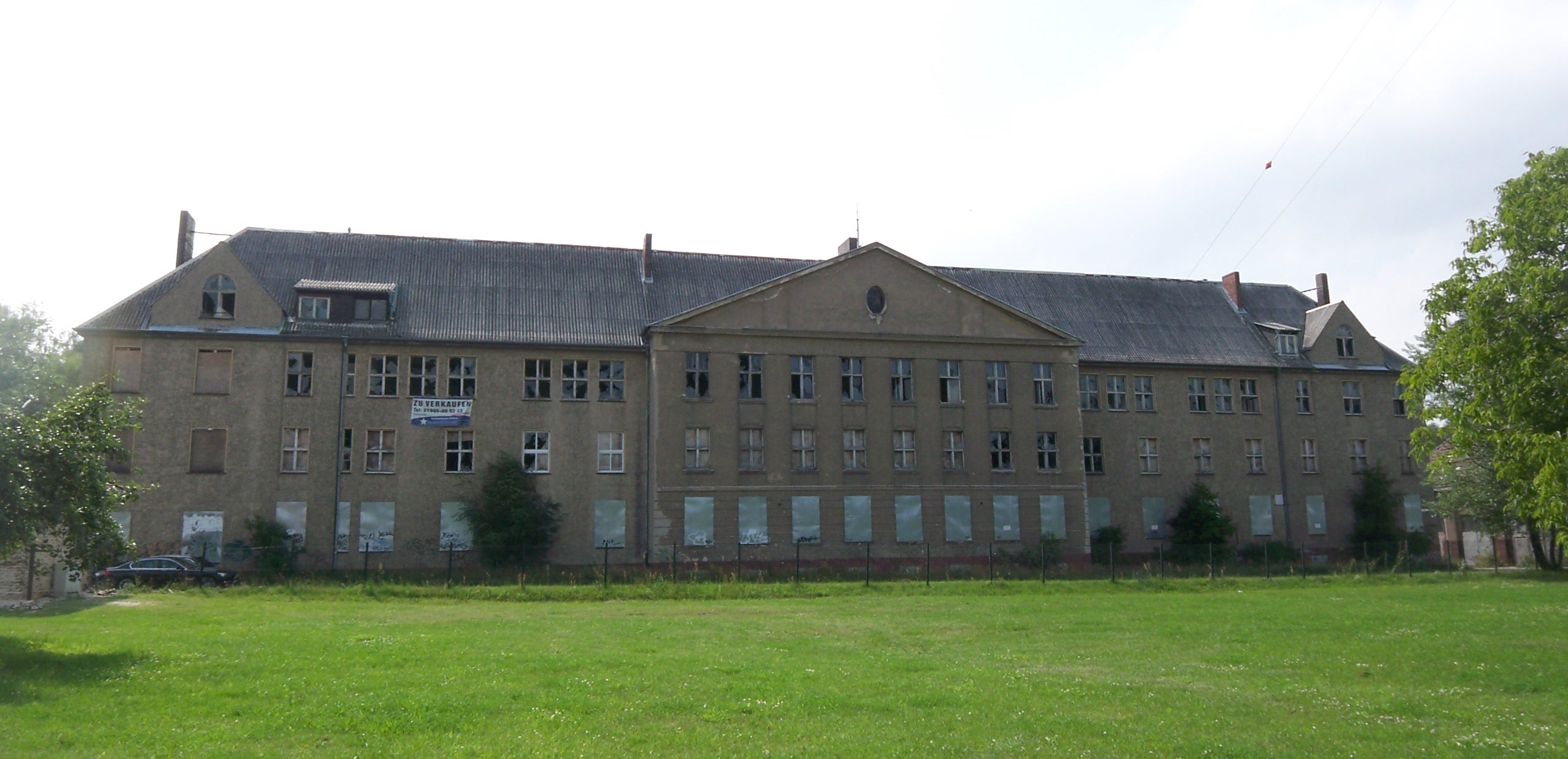
Mannschaftsgebäude vor der Sanierung (2012)

### Kasernengebäude
Die ehemalige Funkerkaserne liegt im Westen des Funkerberg-Areals. Reithalle, Mannschaftsgebäude, Waschhaus, Schmiede, Werkstatt und Pferdestallungen umschließen einen trapezförmigen Innenhof. Wie für die Reformarchitektur der Zeit um 1900 üblich, nahmen sich die Planer Anleihen an historischen Baustilen, in diesem Fall des Klassizismus. Die Gebäude wurden einheitlich gestaltet: Sie erhielten einen Sockel aus Klinker; das Mauerwerk darüber wurde mit Rieselputz versehen.

#### Mannschaftsgebäude
Obwohl es sich um eine Kasernenanlage handelte, legte man bei der Gestaltung der Gebäude Wert auf repräsentative Wirkung: Drei symmetrisch angelegte Flügel und über 100 Meter breite Längsfassaden verleihen dem Mannschaftsgebäude die Anmutung eines Herrenhauses oder Schlosses. Den Mittelrisalit bekrönt ein flacher Dreiecksgiebel, die Silhouette der Seitenflügel beleben Gauben und Zwerchhäuser. Einzelheiten wie Pilaster, Gesimse, Gebälk und Portale wurden auf ihre geometrischen Grundformen zurückgeführt und die Monumentalität der Gebäude dadurch verstärkt.
Die Planungen sehen vor, den Innenhof zu Parkflächen und zum Erholungsgarten mit Kinderspielplatz umzuwandeln und die alten Laubbäume so weit wie möglich einzubeziehen. Die Dächer der Gebäude werden – wie um 1915 – wieder mit einer Biberschwanz-Kronendeckung, die Fassaden teilweise mit Balkonen versehen. Die Treppenhäuser des Mannschaftsgebäudes mit bauzeitlichen Fliesen- und Parkettböden werden restauriert; die übrigen Räume, die nach 1945 durchgreifend verändert wurden, werden für die Wohnnutzung neu gestaltet. Die Gemeinschaftsräume stattet die Bauherrin in Zusammenarbeit mit dem benachbarten Funktechnikmuseum mit Exponaten zur Rundfunkgeschichte wie historischen Radiogeräten aus.

#### Quadrillenhalle

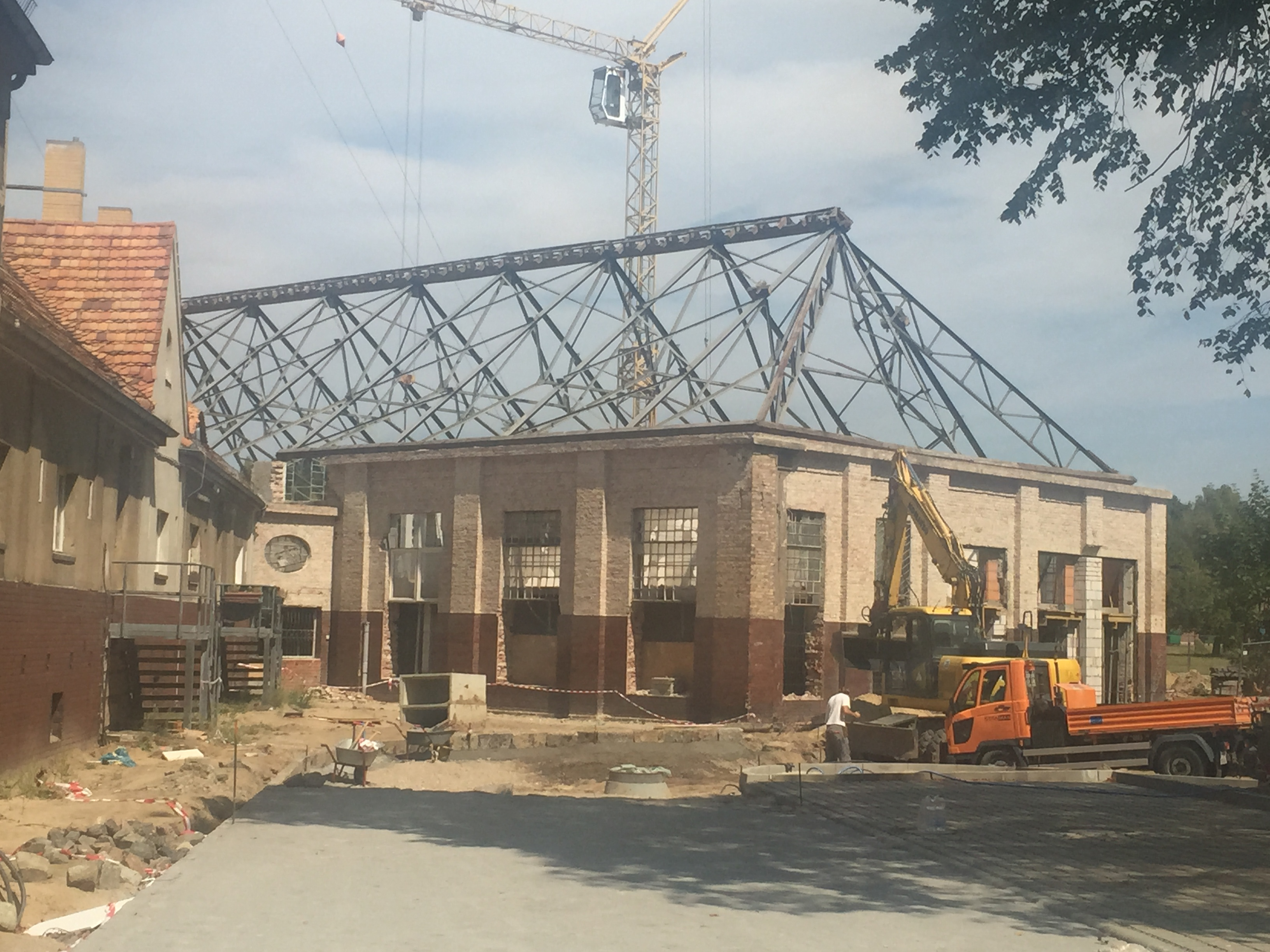
Freigelegte Polonceau-Wiegmann-Binder, 2015

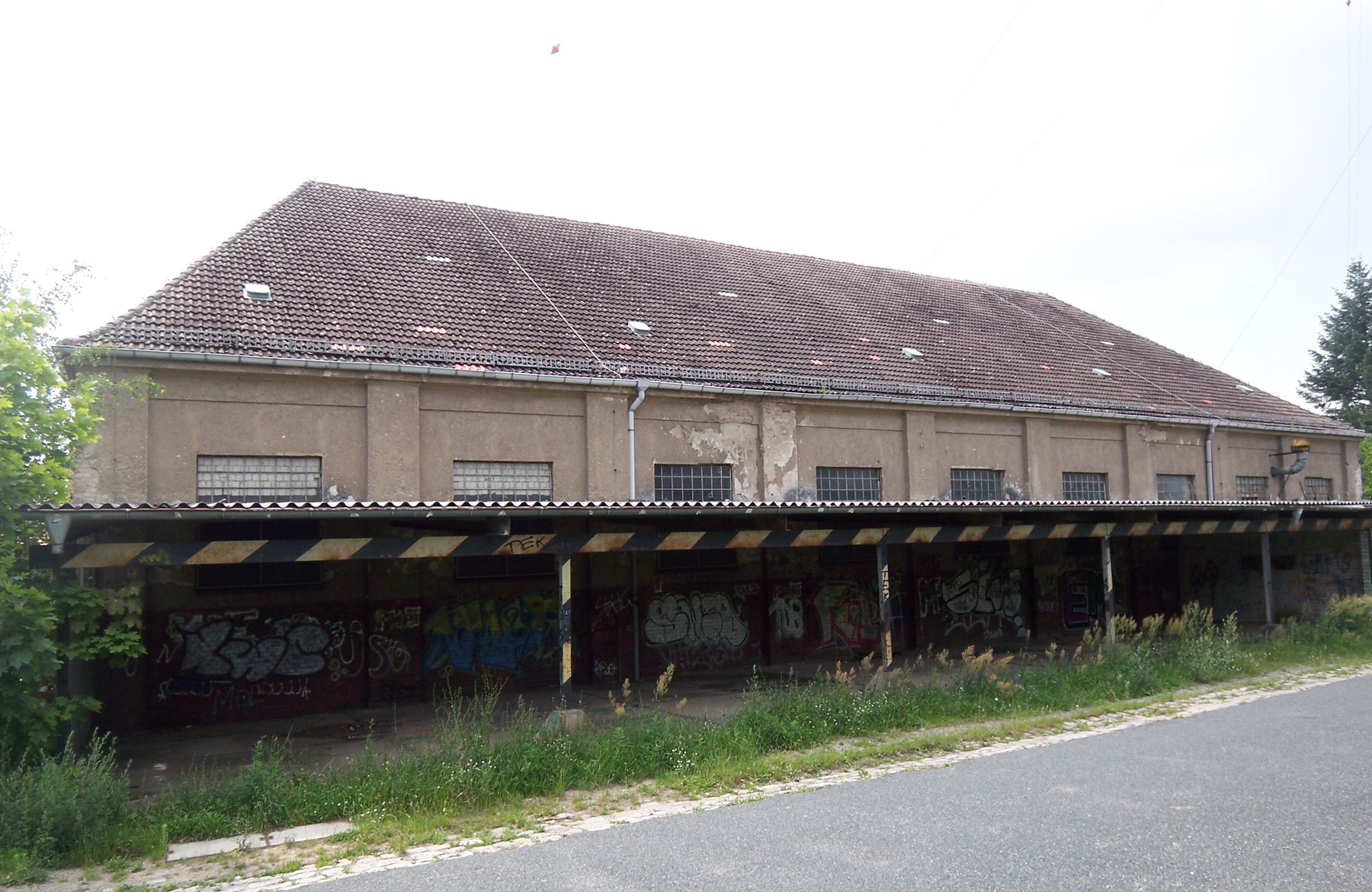
Quadrillenhalle vor der Sanierung, 2012

Die ehemalige Reithalle der Kaserne erhielt ein Dachwerk mit Polonceau-Wiegmann-Bindern aus Stahl. Die unabhängig von Camille Polonceau und Rudolf Wiegmann entwickelte Konstruktion war seit den 1830er Jahren beim Bau von Bahnhofs- und Fabrikhallen beliebt. Mit ihr war es möglich, große Deckenspannweiten ohne Stützen zu überbrücken. Bei Reithallen wie auf dem Funkerberg war dies von besonderer Bedeutung, da Stützen im Raum die Pferde beim Training irritiert hätten.
Im Rahmen der Sanierung wird die Reithalle von den zahlreichen An- und Umbauten der Zeit nach 1945 befreit und die historischen Polonceau-Wiegmann-Binder des Dachwerks instand gesetzt. Die Meilensteine der Ingenieurkunst sollen künftig die Dachwohnungen als sichtbare Zeugnisse der Baugeschichte bereichern.

### Antennen
Die ersten Antennen auf dem Funkerberg wurden noch mit Ballonen in die Luft gehalten. Nach dem Beschluss, eine feste Sendestation auf dem Funkerberg zu errichten, wurde auch bald mit dem Bau von festen Antennenträgern begonnen.
Bereits im Jahr 1916 wurden um das Senderhaus 1 herum fünf 150 Meter hohe Stahlfachwerksmasten errichtet. Dabei kam eine komplizierte Fundamentkonstruktion zur Anwendung, durch welche die Masten mit Hilfe von Spannschlössern ausgerichtet werden konnten. Bereits wenige Jahre später war diese Technik überholt und so sind die heute noch erhaltenen Fundamente die einzigen Zeugen dieser Technik. Die Antennenzuleitung zum Senderhaus 1 erfolgte über vier 30 Meter hohe sogenannte Kontertürme. In seiner Blütezeit standen über zwanzig Sendemasten und Sendetürme auf dem Funkerberg. Ein ganz besonderes Augenmerk verdient dabei der Königs Wusterhausener Mittelturm.
Um den Mittelturm herum standen sechs 210 Meter hohe Sendemasten. Nach dem Einsturz des Mittelturmes waren diese 210-Meter-Masten praktisch unbrauchbar, da die jeweiligen Abstände zwischen ihnen nicht mehr zu den verwendeten Antennen mit der jeweiligen Wellenlänge passten. So wurden bis auf einen Mast alle anderen durch Sprengung entfernt. Der einzige noch stehende Sendemast ist heute das älteste Relikt deutscher Rundfunkgeschichte – Mast 17.
1994 wurde ein 67 m hoher Mobilfunkturm in Fertigbetonbauweise errichtet. Seit 1. September 2005 ist hier mit HitRadio SKW auf 105,1 MHz (0,8 kW Sendeleistung) ein UKW-Sender hinzugekommen. Der Turm ist heute der einzige aktive Senderstandort auf dem Funkerberg.

## Sender- und Funktechnikmuseum

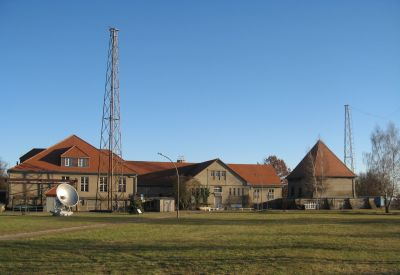
Senderhaus 1, von Westen gesehen

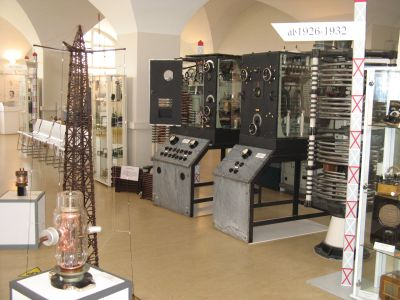
Ehemaliger Sendesaal

Am 18. Oktober 1993 gründete sich der Förderverein „Sender Königs Wusterhausen“ e. V. mit dem Ziel, die Rundfunkgeschichte Königs Wusterhausens zu bewahren und für zukünftige Generationen erlebbar zu machen. Bereits im Jahr 1994 begann die Zusammenarbeit mit der Abekom gGmbH, einer Gesellschaft für Arbeitsfördermaßnahmen. Das erste Ergebnis dieser Zusammenarbeit konnte im Januar 1996 präsentiert werden – der erste Teil des Sender- und Funktechnikmuseums wurde im Senderhaus 1 eröffnet. In den folgenden Jahren wurde das Museum kontinuierlich ausgebaut.
Im Jahr 2005 befand sich der gesamte Funkerberg im Besitz der Deutschen Telekom AG. Im Senderhaus 1 befand sich neben einigen Betriebsräumen der DTAG das in den letzten Jahren stark gewachsene Sender- und Funktechnikmuseum. In den Senderhäusern 2 und 3 stand insbesondere historische Technik, jedoch kein aktiver Rundfunksender mehr. Eine weitere aktive Nutzung des Funkerbergs durch die Deutsche Telekom war nicht abzusehen.
Das Sender- und Funktechnikmuseum hatte bisher Betriebskosten für die genutzten Flächen bezahlt, eine Übernahme weiterer Kosten war aufgrund der Einnahmensituation unmöglich. So lief im Juli 2005 der Mietvertrag aus und das Museum musste geschlossen werden. Nachfolgend kam es zu Verhandlungen zwischen der Deutschen Telekom und der Stadt Königs Wusterhausen, in deren Ergebnis die Stadt Königs Wusterhausen den gesamten Funkerberg in ihren Besitz übernahm. Im Juli 2007 konnte das Sender- und Funktechnikmuseum wiedereröffnet werden. Mit Stand Herbst 2009 verfügt das Sender- und Funktechnikmuseum über folgende Ausstellungsbereiche:
- ehemaliger Sendesaal – 200 m² Sendergeschichte, chronologische Darstellung der Entwicklung der Funktechnik weit über die Grenzen Königs Wusterhausen hinaus
- das Funkerbergmodell – der Antennenwald von Königs Wusterhausen im Maßstab 1:300
- der Sender SM8/H1, ein 250-Kilowatt-Mittelwellensender, gebaut im Funkwerk Köpenick
- die Röhrenausstellung mit einer einmaligen Sammlung von Sender- und Empfängerröhren überwiegend deutscher Fabrikation ab dem Jahre 1915
- Deutz VMA266, ein betriebsfähiger 1000-PS-Dieselmotor, Baujahr 1935, der letzte seiner Bauart weltweit
- Lorenz-Versuchsraum mit Sender 13 – einem 20/5-Kilowatt-Kurzwellensender der Firma C. Lorenz in geschlossener Bauweise
- GWN 200-10 – die funktionsfähige Nebenstellenanlage des ehemaligen Funkamtes Königs Wusterhausen
- der Hörby-Sender – eine weltweit einmalige 100-Kilowatt-Doppelendstufe der Firma Telefunken
- Maschinensaal mit historischer Krananlage, wird für Veranstaltungen und Wanderausstellungen genutzt